# 小野隆
小野 隆（おの たかし、1943年(昭和18年) - ）は、国文学者。専修大学名誉教授。

## 略歴
群馬県出身。1962年群馬県立沼田高等学校卒業、1963年 東京大学入学。1975年共立女子短期大学に入職、1978年専修大学文学部入職、その後教授に昇任。2014年、専修大学名誉教授。

## 研究
(小野(1974), 島崎藤村における青春から壮年への屈折点)が最初の論文である。(小野(1977), 「測量船」試論)以降三好達治をメインの研究対象とし、詩集ごとに詩を分析して時代 にどのように対処して生きてきたかを探った。｢『戯作三昧』論」（専修国文、1991年8月）以降芥川龍之介の作品をメインに作品論を書いた。

## 論文リスト
学術DB 日本の論文＞論文著者 小野隆
- 小野隆「島崎藤村における青春から壮年への屈折点」『国語と国文学 / 東京大学国語国文学会 編』第51巻第7号、至文堂、1974年、49-59頁、ISSN 03873110、NAID 40001293605。
- 小野隆「「測量船」試論」『国語と国文学 / 東京大学国語国文学会 編』第54巻第3号、至文堂、1977年、40-57頁、ISSN 03873110、NAID 40001295528。